# Mammilloydia candida
Mammilloydia candida là một loài thực vật có hoa trong họ Cactaceae. Loài này được (Scheidw.) Buxb. mô tả khoa học đầu tiên.

## Hình ảnh

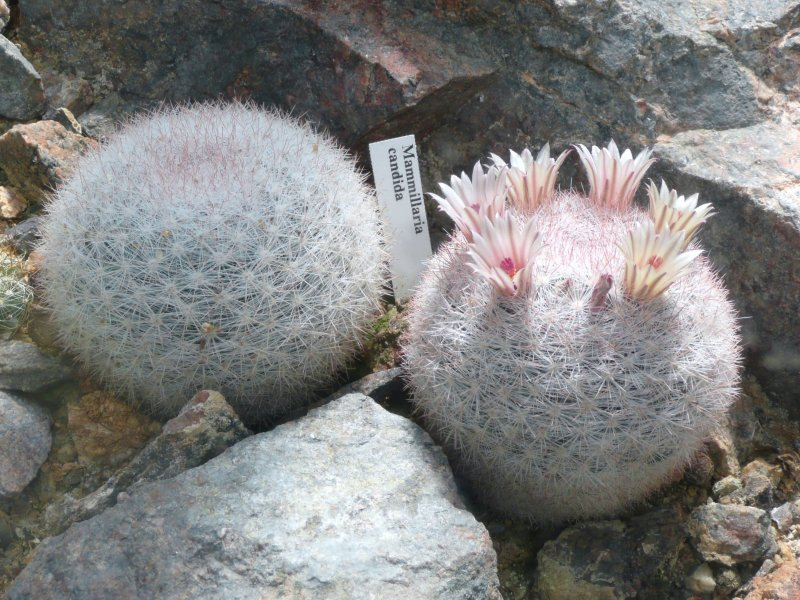